# Lake Cowal
Lake Cowal är en sjö i Australien. Den ligger i delstaten New South Wales, i den sydöstra delen av landet, omkring 350 kilometer väster om delstatshuvudstaden Sydney. Lake Cowal ligger 203 meter över havet. Arean är 92 kvadratkilometer. Den sträcker sig 13,4 kilometer i nord-sydlig riktning, och 9,3 kilometer i öst-västlig riktning.
Trakten runt Lake Cowal består till största delen av jordbruksmark. Runt Lake Cowal är det mycket glesbefolkat, med 2 invånare per kvadratkilometer. Genomsnittlig årsnederbörd är 636 millimeter. Den regnigaste månaden är februari, med i genomsnitt 130 mm nederbörd, och den torraste är oktober, med 16 mm nederbörd.